# Herbert Almqvist
Herbert Peta Almqvist (ur. 23 kwietnia 1891, zm. 22 października 1961) – szwedzki piłkarz, reprezentant kraju grający na pozycji bramkarza.

## Kariera klubowa
Podczas swojej kariery piłkarskiej Almqvist występował w stołecznym klubie Westermalms IF.

## Kariera reprezentacyjna
W reprezentacji Szwecji Almqvist zadebiutował 1 października 1916 w zremisowanym 0-0 towarzyskim meczu z Norwegią. Ostatni raz w reprezentacji wystąpił 26 maja 1918 w wygranym 2-0 towarzyskim spotkaniu z Norwegią. W sumie wystąpił w 5 spotkaniach.
| Mecze i gole w reprezentacji | Mecze i gole w reprezentacji | Mecze i gole w reprezentacji | Mecze i gole w reprezentacji | Mecze i gole w reprezentacji | Mecze i gole w reprezentacji | Mecze i gole w reprezentacji |
| #                            | Data                         | Miasto                       | Przeciwnik                   | Gol                          | Wynik                        |                              |
| ---------------------------- | ---------------------------- | ---------------------------- | ---------------------------- | ---------------------------- | ---------------------------- | ---------------------------- |
| 1.                           | 01.10.1916                   | Kristiania                   | Norwegia                     |                              | 0:0                          | towarzyski                   |
| 2.                           | 08.10.1916                   | Sztokholm                    | Dania                        |                              | 4:0                          | towarzyski                   |
| 3.                           | 16.09.1917                   | Kristiania                   | Norwegia                     |                              | 2:0                          | towarzyski                   |
| 4.                           | 14.10.1917                   | Sztokholm                    | Dania                        |                              | 1:2                          | towarzyski                   |
| 5.                           | 26.05.1918                   | Sztokholm                    | Norwegia                     |                              | 2:0                          | towarzyski                   |